# Tokerud

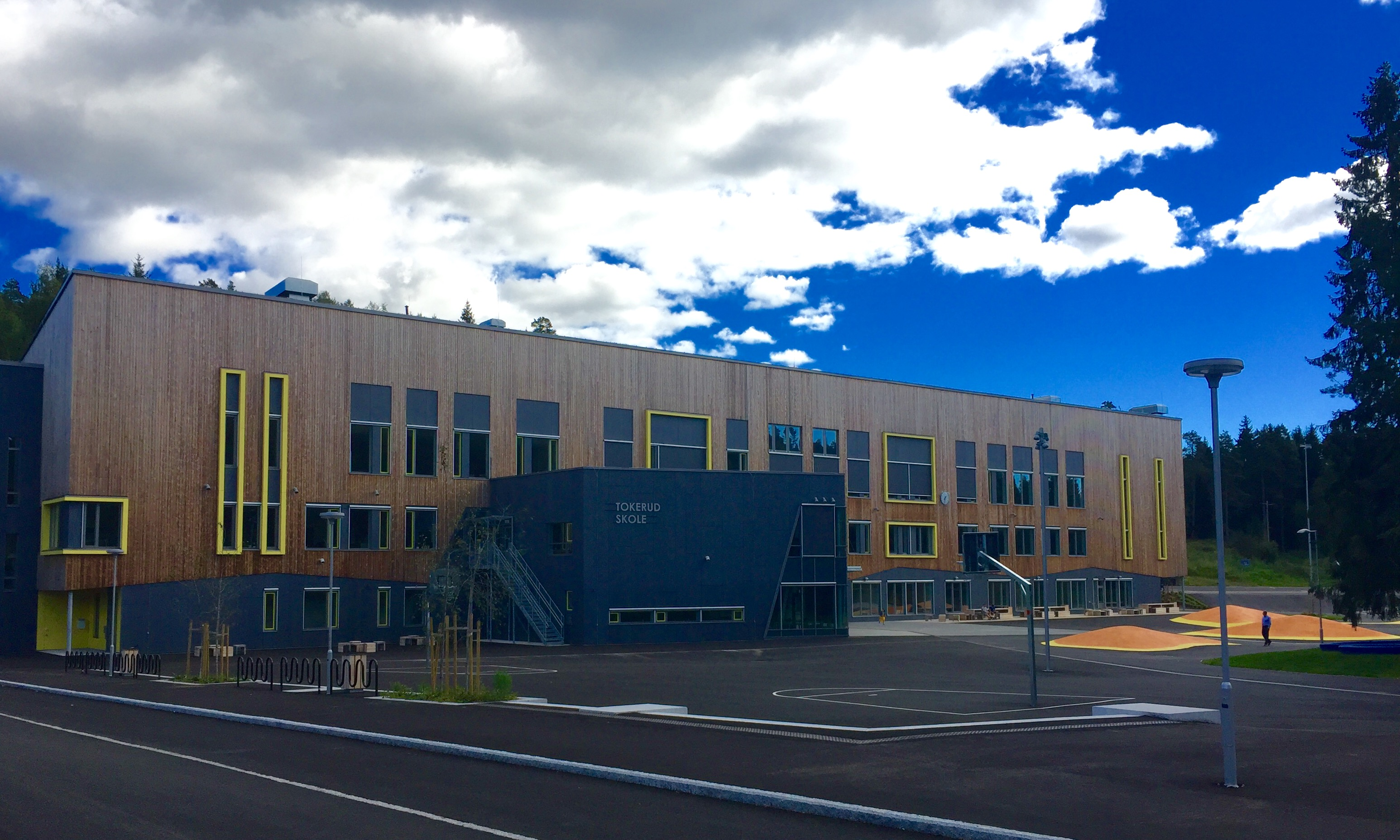
Schule in Tokerud

Tokerud ist ein Stadtviertel in der norwegischen Hauptstadt Oslo. Das Wohnviertel liegt im Stadtteil Stovner in Groruddalen.

## Lage
Tokerud liegt im Nordosten von Groruddalen an der Ostgrenze der Kommune Oslo. Oslo grenzt dort an die Kommune Lillestrøm. Das Viertel gehört zum Stadtteil Stovner und grenzt im Süden an das Stadtviertel Stovner und im Norden an Vestli. Im Osten liegt die Gjelleråsmarka, ein zur Marka gehörendes Waldgebiet.

## Name und Geschichte
Tokerud wurde nach dem gleichnamigen Hof benannt. Dieser erscheint in mittelalterlichen Quellen in der altnordischen Form Tokaruð und leitet sich vom Männernamen Toki ab. Das Gebiet des heutigen Stadtviertels war lange durch die Landwirtschaft geprägt. Zudem gab es eine Gerberei.
Als in den 1960er-Jahren das Gebiet im Osten von Groruddalen ausgebaut wurde, wurde zunächst auch das heutige Stadtviertel Stovner als Tokerud bezeichnet. Die Gebäude in Tokerud wurden weitgehend in den 1970er-Jahren erbaut. Im Jahr 1975 nahm die Tokerud skole ihren Unterrichtsbetrieb auf.